# Utricularia biovularioides
Utricularia biovularioides är en tätörtsväxtart som först beskrevs av Kuhlmann, och fick sitt nu gällande namn av Peter Geoffrey Taylor. Utricularia biovularioides ingår i släktet bläddror, och familjen tätörtsväxter. Inga underarter finns listade i Catalogue of Life.